# Finlandesi
Con il termine finlandesi (suomalaiset in finlandese, finländare in svedese), si indicano gli individui originari e/o abitanti della Finlandia. A volte è usato impropriamente per indicare il gruppo etnico storicamente associato alla Finlandia o alla Fennoscandia, per il quale in ambito scientifico si privilegia il termine Finni.
La definizione del concetto di finlandesi può variare. Di solito questo termine comprende la popolazione di lingua finlandese della Finlandia, ma può comprendere anche la popolazione di lingua svedese della Finlandia e la popolazione di lingua finlandese della Svezia. Altre popolazioni minori che possono essere incluse nel termine "finlandesi" sono gli kven della Norvegia, i tornedaliani della Svezia e i finlandesi ingriani della Russia.